# 長善沼

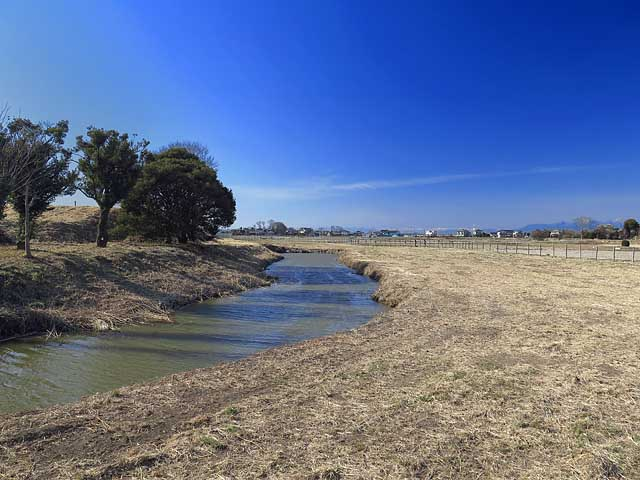
長善沼（2015年2月）

長善沼（ちょうぜんぬま）は、埼玉県行田市の東部（荒木地区）に所在する沼である。

## 概要

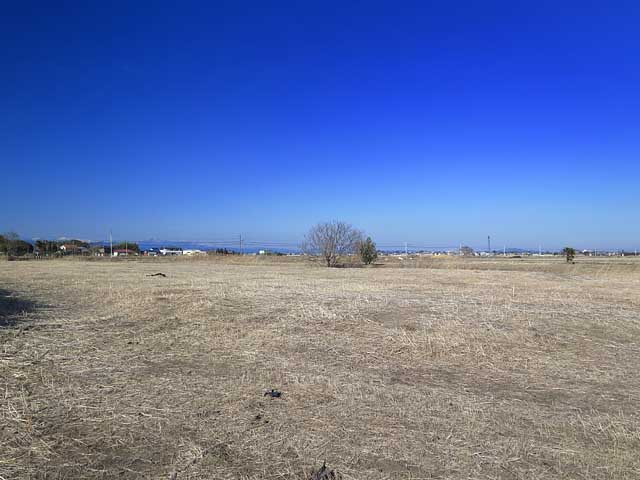
長善沼南側より北方向を望む。

長善沼は南北に長い地形となっており、関根落が沼の東側の附廻堀となる形状で流下している。沼のすぐ東側は羽生市大字上新郷となっている。長善沼では掘り上げ田形式による開田が行われており、1975年（昭和50年）頃まで営農が行われていた。営農されなくなると、その後ほとんどの農地は往時の葭原の様になった。また秩父鉄道の北側は「長善沼最終処分場」としてごみ処分場が置かれるようになった。近年に至ると、2013年（平成25年）1月より「長善沼メガソーラー事業」が立ち上がった。2.3MWのメガソーラーを現在市有地となっている長善沼に南北500mにわたり設置する計画である。設置準備に伴い、長善沼に存在していた秩父鉄道以南の掘り潰れはほぼ埋め立てられている。秩父鉄道以北の長善沼では2012年度（平成24年度）に行田市による自然環境調査の対象地となり、調査が行われている。

## 所在地
- 埼玉県行田市大字荒木[2]